# HMAS Maryborough (ACPB 95)
Le HMAS Maryborough (ACPB 95), du nom de la ville de Maryborough (Queensland), est l’un des quatorze patrouilleurs de classe Armidale exploités par la Royal Australian Navy (RAN).

## Conception et construction
Les patrouilleurs de la classe Armidale mesurent 56,8 mètres de long, avec une largeur de 9,7 mètres, un tirant d'eau de 2,7 mètres et un déplacement standard de 270 tonnes. Leur coque en V à mi-carène est fabriquée en alliage d’aluminium, et chaque navire est construit selon une combinaison des normes Det Norske Veritas pour les engins légers à grande vitesse et des exigences de la RAN. Les patrouilleurs de classe Armidale peuvent se déplacer à une vitesse maximale de 25 nœuds (46 km/h) et sont propulsés par deux arbres d'hélice, chacun relié à un moteur Diesel MTU 16V M70. Les navires ont une autonomie de 3000 milles marins (5600 km) à une vitesse de 12 nœuds (22 km/h), ce qui leur permet de patrouiller autour des territoires lointains de l’Australie. Ils sont conçus pour des patrouilles standards de 21 jours, avec une autonomie maximale de 42 jours,.
L’armement principal des patrouilleurs de classe Armidale est un affût stabilisé de canon Rafael Typhoon, équipé d’un canon mitrailleur de 25 millimètres M242 Bushmaster. Deux mitrailleuses de 12,7 mm (0,50 pouce) sont également transportées. Les opérations d’embarquement sont effectuées par deux bateaux pneumatiques semi-rigides (RHIB) de 7,2 mètres propulsés par hydrojet. Chaque RHIB est stocké dans son bossoir dédié, et est capable d’opérer indépendamment du patrouilleur car il transporte son propre équipement de communication, de navigation et de sécurité,.
Chaque patrouilleur dispose d’un équipage standard de 21 personnes, avec un maximum de 29 personnes,,. Un compartiment d’hébergement auxiliaire de 20 couchettes a été inclus dans la conception pour le transport de soldats, de pêcheurs illégaux ou d’immigrants clandestins arrêtés en mer. Dans les deux derniers cas, le compartiment peut être fermé de l’extérieur. Cependant, un dysfonctionnement dans les installations de traitement des eaux usées à bord du HMAS Maitland en août 2006 a envoyé du sulfure d'hydrogène et du monoxyde de carbone dans le compartiment, intoxicant quatre marins travaillant à l’intérieur, sans causer leur mort. Après cela, l’utilisation du compartiment pour l’hébergement a été interdite dans toute la classe,.

## Histoire opérationnelle
Le HMAS Maryborough était l’un des deux patrouilleurs commandés en 2005, à la suite d’une promesse électorale fédérale de 2004 selon laquelle la coalition fournirait une force de patrouille dédiée aux installations de production de pétrole et de gaz naturel situées au large de la côte nord-ouest de l’Australie,,. Le HMAS Maryborough a été construit par Austal dans son chantier naval de Henderson, en Australie-Occidentale. Il a été commissionné dans la RAN à Brisbane le 8 décembre 2007.
Le 26 mai 2017, alors qu’il opérait en mer au nord-ouest de Darwin, le HMAS Maryborough a été victime d’un incendie dans la salle des machines. Aucun membre d’équipage n’a été blessé et le navire est retourné à Darwin pour une évaluation des dégâts.
En décembre 2019, le HMAS Maryborough a quitté Darwin à destination d’Honiara, la capitale des îles Salomon, accompagné du patrouilleur des îles Salomon RSIPV Gizo, qui venait d’être mis en service. Les navires ont participé à des exercices d’entraînement conjoints. 
Dans le cadre de son dernier déploiement, le HMAS Maryborough a organisé une journée portes ouvertes le 10 septembre 2023, alors qu’il était amarré à la marina de Southport sur la Gold Coast, avant les préparatifs de son désarmement prévu plus tard le même mois. Il a accueilli plus de 1600 visiteurs pour un aperçu de la vie à bord d’un patrouilleur de classe Armidale. Les membres de l’équipage ont fait visiter le navire avec une exposition d’armes et d’équipements d’embarquement, du matériel de lutte contre les incendies, et même la possibilité de monter dans l’un des deux bateaux pneumatiques semi-rigides de 7,2 m du navire. Cela a permis aux visiteurs de comprendre comment la marine et ses patrouilleurs opèrent,.
Le HMAS Maryborough a été mis hors service le 23 septembre 2023, en même temps que le HMAS Larraika (ACPB 84). Les deux navires furent les derniers patrouilleurs de la classe Armidate à être mis hors service. La cérémonie de désarmement a eu lieu au HMAS Coonawarra à Darwin.
Son équipage lui a fait ses adieux avec une parade « Freedom of Entry » à Maryborough.